# Armée arménienne

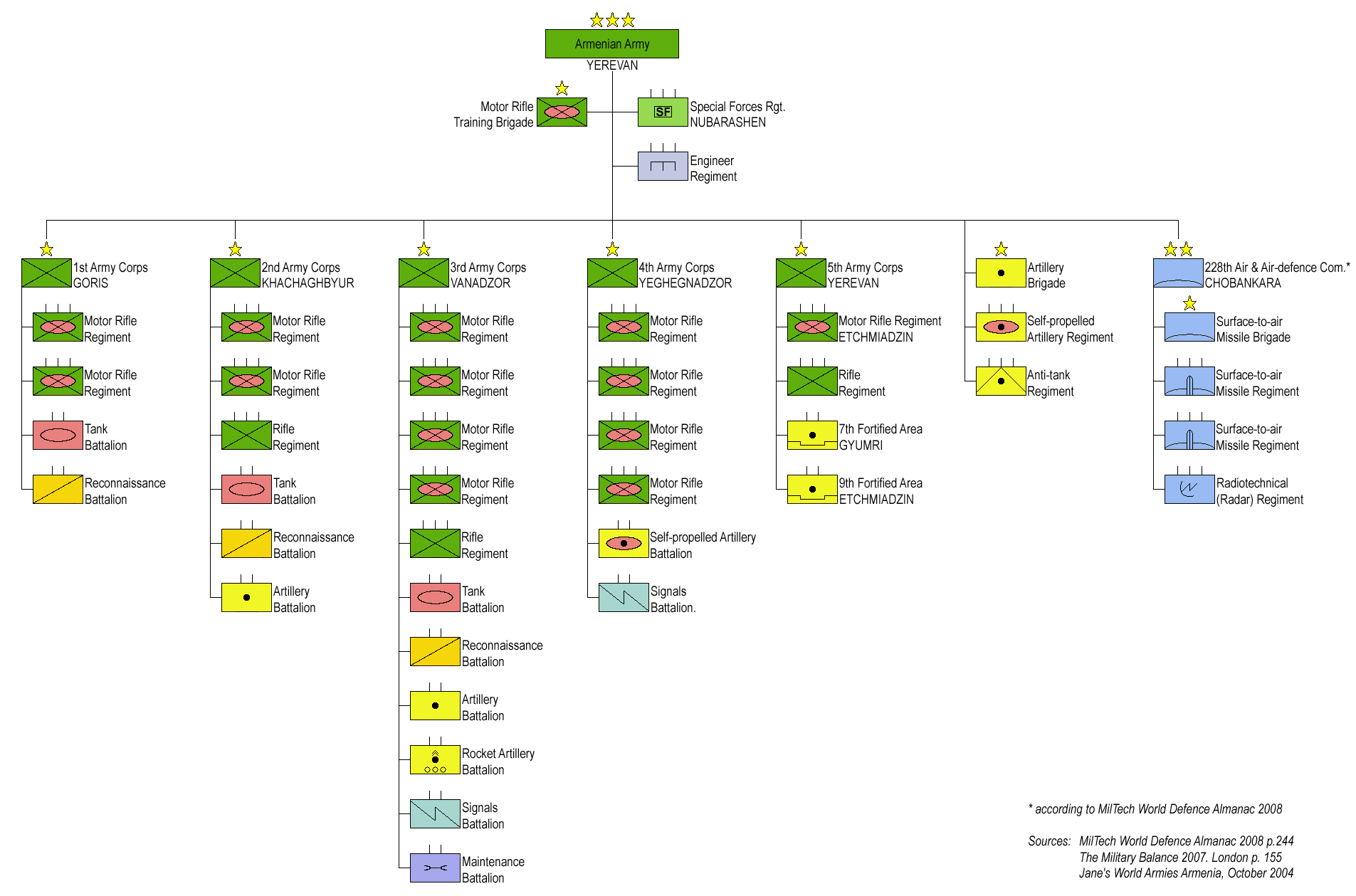
ordre de bataille de l'armée arménienne

L'armée arménienne (en arménien Հայկական Բանակ) est l'armée de terre de l'Arménie et la plus grande branche des forces armées arméniennes. Elle est créée le 28 janvier 1992, quelques mois après la déclaration d'indépendance par l'Arménie de l'URSS, en même temps que les autres branches des forces armées du pays. Le premier commandant en chef de l'armée est l'ex vice-chef d'état-major soviétique, Norat Ter-Grigoryants. L'Arménie a envoyé plus de 1 500 officiers en Grèce et en Russie pour leur entraînement. Cette branche de l'armée comporte 38 945 troupes[Passage à actualiser].

## Histoire
L'armée est fondée en 1992.
Après la passivité du traditionnel allié russe durant la guerre de 2020 et celle de 2023, qui conduit à la dissolution de l'Artsakh, l'Arménie revoit progressivement ses alliances militaires, et décide de s'équiper de matériel militaire français. En plus de 50 ACMAT Bastion et de 3 radars Ground Master 200, l'Arménie pourrait également recevoir 50 VAB Mark 3, des missiles Mistral, et possiblement, des canons CAESAR.

## Équipement

### Véhicules blindés
| Nom               | Origine           | Type                                 | Nombre            | Notes |                   |
| Véhicules blindés | Véhicules blindés | Véhicules blindés                    | Véhicules blindés | Véhicules blindés | Véhicules blindés |
| ----------------- | ----------------- | ------------------------------------ | ----------------- | --- | ----------------- |
| T-90S             | Russie            | Char de combat principal             | ~11-31            | Entre 10 et 30 reçus grâce au traité de sécurité collective (OTSC). 1 Gagné lors de la seconde édition du biathlon de chars de combat en 2014                                                                            |                   |
| T-80              | Union soviétique  | Char de combat principal             | 20                | |                   |
| T-72              | Union soviétique  | Char de combat principal             | 101               | Quelques modifications T-72B. 1989 sont en service avec Kontakt-5 ERA. 530-540 chars T-72 estimés sont en service avec l'armée du Nagorno-Karabakh . L'Arménie a également reçue 35 T-72 de la part de la Russie en 2013 |                   |
| T-55              | Union soviétique  | Char de combat principal             | 8                 | 3 T-54 et 5 T-55 |                   |
| BMP-2             | Russie            | Véhicule de combat d'infanterie      | 50                | 50 unités modernisées/réparées par la Russie en 2012/2013 Possiblement plus en stock |                   |
| BMP-1             | Union soviétique  | Véhicule de combat d'infanterie      | 75                | |                   |
| BMP-1K (en)       | Union soviétique  | Véhicule de combat d'infanterie      | 7                 | Command Variant |                   |
| BRM-1K (en)       | Union soviétique  | Véhicule de combat d'infanterie      | 12                | Command Variant |                   |
| BMD-1             | Union soviétique  | Véhicule de combat d'infanterie      | 10                | |                   |
| BRDM-2            | Union soviétique  | Véhicule militaire de reconnaissance | 120               | Inclut la variante anti-tank |                   |
| BTR-80            | Union soviétique  | Véhicule de transport de troupes     | 110               | Possiblement plus en stock,. Le nombre n'inclut pas le nombre inconnu des variantes de contre-mesures électroniques Infauna présentées pour la première fois lors du défilé militaire de 2016.                           |                   |
| BTR-70            | Union soviétique  | Véhicule de transport de troupes     | 40+               | Mis à jour avec des nouveaux moteurs et des cannons de 30mm |                   |
| BTR-60            | Union soviétique  | Véhicule de transport de troupes     | 100+              | |                   |
| BTR-152           | Union soviétique  | Véhicule de transport de troupes     |                   | |                   |
| MT-LB             | Union soviétique  | Véhicule de transport de troupes     | 145               | Inclut les variants suivants: - Snar-10 Big Fred - Système radar - 9P149 - Lanceur ATGM - 9K35 Strela-10 - Système SAM monté sur véhicule                                                                                |                   |
| GAZ-2975          | Russie            | Véhicule de transport de troupes     | 4                 | Des GAZ-2975 ont été commandés en plus en 2015. |                   |
| ACMAT Bastion     | France            | Véhicule de transport de troupes     | 24                | 26 exemplaires supplémentaires commandés et prochainement livrés. |                   |

### Défense anti-aérienne
L'armée arménienne est dotée de :
| S-300PM            | Union soviétique | Tracteur-érecteur-lanceur de missile surface-air, HIgh to Medium Air Defense (HIMAD) | Au moins 8 lanceurs.                     |                                                                                               |
| S-300PT-1          | Union soviétique | Tracteur-érecteur-lanceur de missile surface-air, HIgh to Medium Air Defense (HIMAD) | 3 bataillons positionnés autour d'Erevan |                                                                                               |
| 9K33 Osa           | Union soviétique | Véhicule antiaérien porteur de missile surface-air                                   | 10                                       |                                                                                               |
| BUK-M2             | Union soviétique | Véhicule antiaérien porteur de missile surface-air                                   | N/A                                      | Montré pour la première fois lors des préparations pour la parade militaire de 2016 à Erevan. |
| 2K11 Krug (SA-4)   | Union soviétique | Véhicule antiaérien porteur de missile surface-air                                   | 115                                      |                                                                                               |
| 9K35M3 Strela-10M3 | Union soviétique | Véhicule antiaérien porteur de missile surface-air                                   | 10                                       | Désigné par l'appellation SA-13 "Gopher" par l'OTAN.                                          |
| 2K12 Kub(SA-6)     | Union soviétique | Véhicule antiaérien porteur de missile surface-air                                   | N/A                                      |                                                                                               |
| S-75 Dvina         | Union soviétique | missile surface-air                                                                  | 79                                       |                                                                                               |
| S-125 Neva/Pechora | Union soviétique | Batterie de missiles sol-air (Missile surface-air)                                   | N/A                                      |                                                                                               |
| ZSU-23-4           | Union soviétique | Véhicule d'artillerie sol-air                                                        | N/A                                      |                                                                                               |
| ZU-23-2            | Union soviétique | Canon antiaérien                                                                     | N/A                                      |                                                                                               |
| 57 mm AZP S-6      | Union soviétique | Canon antiaérien                                                                     | N/A                                      |                                                                                               |

### Artillerie
| D-30                | Union soviétique | Howitzer               | 69  |                                                  |
| D-20                | Union soviétique | Howitzer               | 34  |                                                  |
| 152 mm gun 2A36     | Union soviétique | Artillerie de campagne | 26  |                                                  |
| M-46                | Union soviétique | Artillerie de campagne | N/A |                                                  |
| M-30                | Union soviétique | Artillerie de campagne | N/A | Dispose d'instruments de visée optique améliorés |
| T-12 (en)           | Union soviétique | Anti-tank gun          | 36  |                                                  |
| CAESAR (artillerie) | 🇫🇷 France        | Artillerie de campagne | 36  |                                                  |

### Chars du génie
| BAT-2         | Union soviétique        | Combat engineering vehicle               |  |  |
| MTU-72 MTU-90 | Union soviétique Russie | Tracked armoured vehicle-launched bridge |  |  |

### Lance-roquettes multiples
| BM-30 Smerch | Russie           | Lance-roquettes multiple | Au moins 2 lanceurs | Déployés pour la première fois durant le défilé de l'indépendance en 2016. 18 systèmes achetés. |
| WM-80        | Chine            | Lance-roquettes multiple | 4-8                 | Achetés à la Chine en 1999.                                                                     |
| BM-21 Grad   | Union soviétique | Lance-roquettes multiple | 47                  | Plus en service au sein de l'armée du Nagorno-Karabakh.                                         |
| N-2          | Arménie          | Lance-roquettes multiple | Au moins 2          | Produit localement                                                                              |
| TOS-1A       | Russie           | Lance-roquettes multiple | N/A                 | Livraison en 2016,.                                                                             |

### Canon automoteur
| 2S3 Akatsiya | Union soviétique | Canon automoteur | 28 |  |
| 2S1 Gvozdika | Union soviétique | Canon automoteur | 10 |  |

### Missiles balistiques tactiques
| Iskander-M    | Russie           | Missile balistique à courte portée | 4 lanceurs   | 4 lanceurs, nombre de missiles inconnus. Une source anonyme évoque leur présence sur le territoire arménien. Il n'a pas été précisé si les missiles étaient sous commandement russe ou arménien. Montré pour la première fois lors des préparations pour la parade militaire de 2016 à Erevan. |
| R-17          | Union soviétique | Missile balistique à courte portée | 8 lanceurs   | 32 missiles,. Equivalent du Scud-B |
| OTR-21 Tochka | Union soviétique | Missile balistique à courte portée | 7-8 lanceurs | présentés lors du défilé militaire du 21 septembre 2011. |

### Radar
| P-12 radar               | Union soviétique | radar | N/A |                                                              |
| P-15 radar               | Union soviétique | radar | N/A |                                                              |
| P-40 Bronya              | Union soviétique | radar | N/A |                                                              |
| Thalès Ground Master 200 | France           | radar | 3   | Vendus par la France en 2023 pour faire face à l'Azerbaïjan. |

### Guerre électronique
| Avtobaza, | Union soviétique | Brouillage et déception radar (guerre électronique) | N/A |  |